# Bourgueticrinidae
De Bourgueticrinidae zijn een familie van overwegend uitgestorven zeelelies (Crinoidea) in de orde van de haarsterren (Comatulida). Er is ruim een dozijn moderne soorten bekend, verdeeld over twee recente geslachten.
De familienaam werd in 1882 voor het eerst voorgesteld door de Zwitserse paleontoloog Perceval de Loriol. Veel auteurs citeren een artikel in Journal of the Cincinnati Society of Natural History als de protoloog van de naam. In dat artikel beschrijft De Loriol echter alleen een nieuwe soort in het al eerder benoemde geslacht Bourgueticrinus d'Orbigny, 1841. De protoloog van de familienaam is te vinden in Paléontologie Française.
De systematische positie van deze groep is nog steeds onzeker. Veel auteurs hebben de groep opgevat als een zustergroep van de haarsterren (Comatulida), vooral op grond van het kenmerk dat de soorten in deze familie ook in het volwassen stadium gesteeld zijn, terwijl echte haarsterren alleen in het juveniele stadium gesteeld zijn. Voor het overige vertonen de soorten in deze familie veel kenmerken die met de haarsterren overeenkomen. Dat geeft aanleiding voor de opvatting dat dit een primitieve groep van haarsterren is. Om die reden wordt de groep nu ook wel binnen de Comatulida geplaatst.

## Geslachten
- † Bourgueticrinus d'Orbigny, 1841
- Conocrinus d'Orbigny, 1850
- Democrinus Perrier, 1883

## Niet (langer) geaccepteerde namen
- Rhizocrinus Sars, 1868, geaccepteerd als Conocrinus d'Orbigny, 1850
- Bythocrinus Döderlein, 1912, geaccepteerd als Democrinus Perrier, 1883